# Julien Moineau

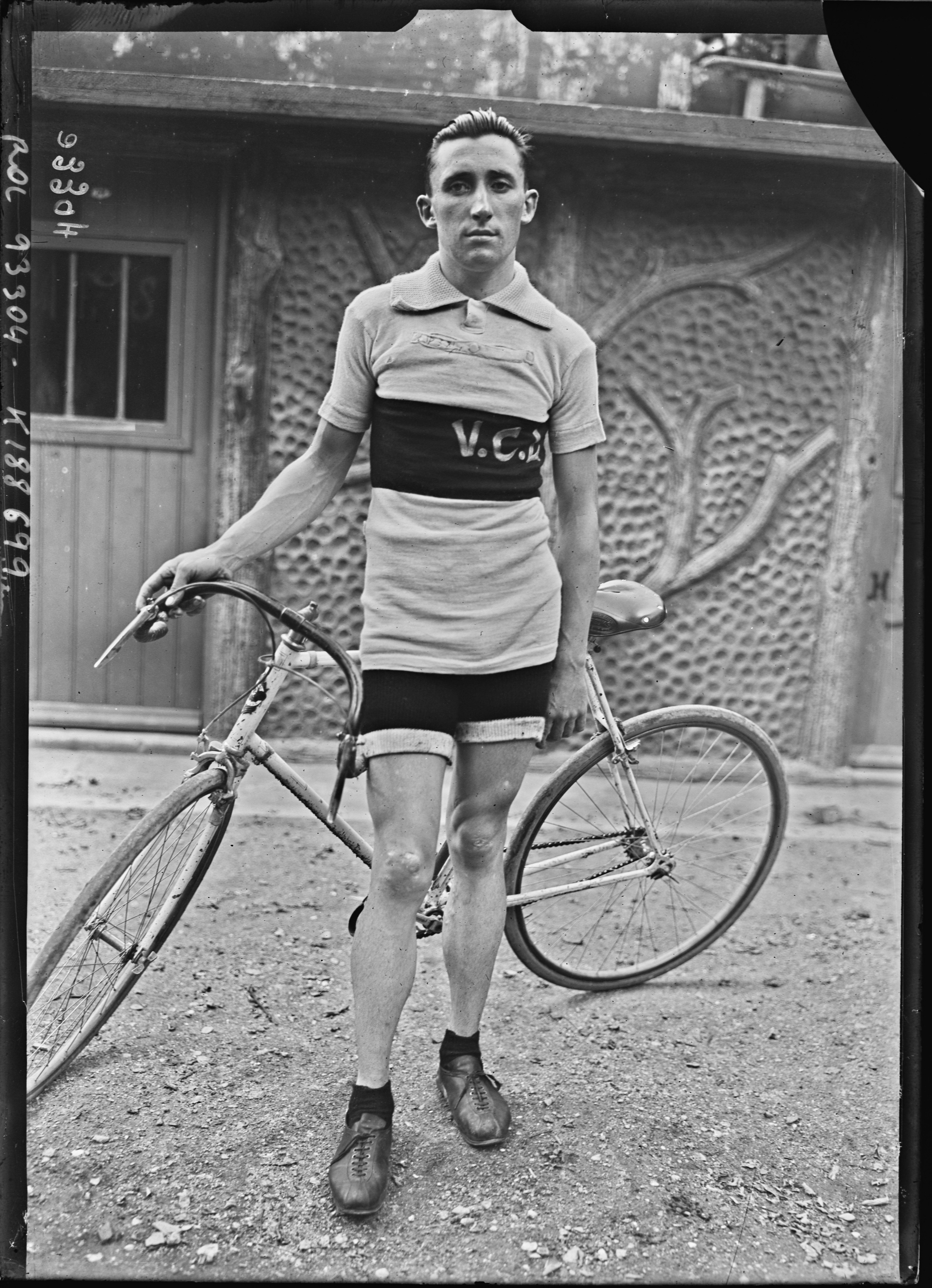
Julien Moineau in 1924

Julien Moineau (27 november 1903 - 14 mei 1980) was een Frans wielrenner.

## Levensloop en carrière
Moineau werd prof in 1927. Hij won Parijs-Tours in 1932 en Parijs-Limoges in 1930, 1932 en 1933. Hij won ook 3 etappes in de Ronde van Frankrijk.

## Resultaten in voornaamste wedstrijden
| Jaar | Ronde van Italië | Ronde van Frankrijk | Ronde van Spanje |
| ---- | ---------------- | ------------------- | ---------------- |
| 1927 |                  | 8e                  |                  |
| 1928 |                  | 17e (1)             |                  |
| 1929 |                  | opgave              |                  |
| 1930 |                  |                     |                  |
| 1931 |                  |                     |                  |
| 1932 | 43e              | 25e (1)             |                  |
| 1933 |                  |                     |                  |
| 1934 |                  |                     |                  |
| 1935 |                  | 30e (1)             |                  |